# Myprotein
Myprotein ist ein britischer Onlinehändler für Nahrungsergänzungsmittel und Sportbekleidung mit Sitz in Northwich, Cheshire. Das Unternehmen produziert Nahrungsergänzungsmittel, Proteinpulver, Vitaminpräparate, eiweißreiche Lebensmittel und Snacks. Seit 2011 ist Myprotein Teil des britischen E-Commerce-Unternehmens The Hut Group.

## Geschichte
Oliver Cookson gründete 2004 Myprotein mit einem Dispositionskredit von 500 britischen Pfund. Im Juni 2011 wurde Myprotein von dem britischen E-Commerce-Unternehmen The Hut Group für 60 Mio. britische Pfund gekauft. Im Dezember 2015 veröffentlichte Myprotein eine Vereinbarung mit dem Kentucky Cabinet for Economic Development, in der der Bau der ersten Produktionsstätte des Unternehmens außerhalb des Vereinigten Königreichs im Bullitt County in Kentucky angekündigt wurde. Myprotein (registriert als Cend Limited) investierte 17 Mio. US-Dollar in die Miete einer Produktions- und Vertriebsstätte mit der Aussicht auf 350 neue Arbeitsplätze in der Region.
Der Umsatz von Myprotein betrug im Jahr 2012 circa 50,1 Mio. Euro und steigerte sich 2013 um 38 %, 2014 um 71 % und 2015 um 62 %. 2015 betrug der Umsatz schließlich circa 191,5 Mio. Euro. 2016 wurde mit einem Umsatz von 270 Mio. Euro gerechnet.

## Sponsorings
Als Teil der Sporternährungsbranche ging Myprotein Partnerschaften mit verschiedenen Sportmannschaften im Vereinigten Königreich und Kanada ein.
Momentan hat Myprotein eine Partnerschaft mit den folgenden Sportmannschaften:
- St Helens RFC[5]
- Warrington Wolves[6]
- London Broncos[7]
- Sale Sharks[8]
- Burnley FC[9]
- Nottingham Forest (University of Nottingham)[10][11]
- Toronto Wolfpack
- Williams F1 Team

## Kontroversen
Im April 2017 gab der Kunde Adam Brenton an, eine tote Maus in einem 1,45-kg-Beutel Schokoladen-Whey-Protein gefunden zu haben, den er auf der Myprotein Website gekauft hatte. Er behauptete, dass er das Proteinpulver 3 Wochen lang verwendet habe, bevor er den Mäusekadaver am Boden des Beutels entdeckte. Mit Brentons Zustimmung wurde der Beutel mit dem Proteinpulver vom Lebensmittelsicherheitsexperten Ecolab getestet, was von der Universität Liverpool unterstützt wurde. Die Ergebnisse zeigten, dass die Maus während des Versands nicht in dem Proteinpulver enthalten war und dass sie etwa 3 Wochen nach Fertigstellung der Proteincharge gestorben war. Infolgedessen musste Brenton Schadensersatz und Prozesskosten in unbekannter Höhe an die The Hut.com Ltd und die Cend Ltd zahlen. Viele Nachrichtenagenturen die zuvor über die ursprüngliche Geschichte berichteten, entschuldigten sich später bei Myprotein für die zuvor veröffentlichten Behauptungen.